# Hermann Adler (Schriftsteller)
Hermann Adler (* 2. Oktober 1911 in Diószeg, Österreich-Ungarn; † 18. Februar 2001 in Basel) war ein deutscher jüdischer Schriftsteller und Publizist. Er war Mitglied im Verein der Auslandspresse in der Schweiz.

## Leben
Hermann Adler wurde unweit von Preßburg im Ort Deutsch-Diosek mit beträchtlicher deutschsprachiger Minderheit geboren. Seit frühester Jugend war sein Ideal der Sozialismus. Er besuchte die Schule in Nürnberg und die jüdischen Lehrerseminare in Würzburg und Breslau und wurde an einer Schule für lernbehinderte Kinder im Weberstädtchen Landeshut in Niederschlesien tätig. Er war inzwischen Mitglied des Kommunistischen Jugendverbandes.  Nach der Machtübergabe an die Nationalsozialisten sollte er sich wegen „Verführung der deutschen Jugend“ verantworten. Durch die Hilfe eines Vorgesetzten glückte ihm jedoch die Flucht in die Tschechoslowakei, 1939 nach Polen, 1940 über das russisch besetzte Lemberg nach Litauen.
Nach dem deutschen Überfall auf die Sowjetunion wurde er im Ghetto Wilna interniert. Mit seiner Frau Anita Adler, geborene Distler, einst Altistin an der Wiener Volksoper, lebte er mehrere Monate lang versteckt in der Wohnung des aus Wien stammenden Feldwebels Anton Schmid, um dem Massenmord an Juden zu entgehen. Das Ehepaar erfuhr von der Verhaftung Schmids, bevor die Gestapo in der Wohnung eintraf und konnte sich nach Warschau absetzen. Der israelische Filmregisseur Nathan Jariv drehte 1967 nach dem  Drehbuch von Hermann Adler den ZDF-Fernsehfilm Feldwebel Schmid.
Mit Hilfe des Unternehmers und Judenretters Franz Fritsch gelangten Adler und seine Frau nach dem Aufstand im Warschauer Ghetto auf abenteuerlichen Wegen nach Budapest. Noch war Ungarn von Judendeportationen ausgenommen. In Budapest wurde das Ehepaar vom schwedischen Presseattaché Valdemar Langlet in seiner Wohnung aufgenommen. Als inzwischen durch Adolf Eichmann auch in Budapest die Endlösung organisiert wurde, wurden die Adlers entdeckt und mit 1684 anderen Juden in das KZ Bergen-Belsen deportiert, wo Hermann Adler ein Opfer der Menschenversuche durch KZ-Ärzte wurde. Derweil verhandelte das in Budapest ansässige „Komitee für Hilfe und Rettung“ (hebräisch ועדת העזרה וההצלה בבודפשט, Waadat ha-Esra we-ha-Hazala) mit Eichmanns Leuten. Nachdem das Rettungskomitee vier Millionen Reichsmark gezahlt hatte, kamen 1668 Juden aus dem KZ Bergen-Belsen frei, die mit zwei als „Kasztner-Transport“ bezeichneten Sonderzügen in die Schweiz gebracht wurden. Am 7. Dezember 1944 erreichte der Zug die Schweiz und die Adlers waren gerettet.
Seither lebte und arbeitete Adler als freier Schriftsteller in der Schweiz und wohnte in Basel. Er schrieb ein halbes Dutzend Gedichtbände, in denen er Zeugnis über die Opfer ablegte, außerdem verfasste er zahlreiche Hörspiele, Hörfolgen und Fernsehsendungen.

## Rezeption
Die die litauische Übersetzerin Austeja Merkeviciute und deutsch-iranische Literaturwissenschaftlerin Schirin Nowrousian engagieren sich für eine Entdeckung der Werke Adlers in Litauen und für eine Übersetzung ausgewählter Werke ins Litauische. Schirin Nowrousian hatte einem 2017 erschienenen Beitrag zu Hermann Adler in der Zeitschrift Full Bleed des Maryland Institute College of Art (MICA) drei von ihr übersetzte Gedichte Hermann Adlers beigegeben, die – soweit ersichtlich – erste Übersetzung von Texten Adlers ins Englische. Daraufhin stellte auch die Zeitschrift Forward Hermann Adler vor.

## Ehrungen und Mitgliedschaften
- 1947: Ehrengabe der Stadt Zürich
- 1969: DAG-Anerkennung für den Fernsehfilm Feldwebel Schmidt (ZDF)
- Mitgliedschaft Philosophische Gesellschaft Basel
- Mitgliedschaft Psychologische Gesellschaft Basel
- Mitgliedschaft Religionswissenschaftliche Gesellschaft Basel
- Mitgliedschaft Dramatiker Union Berlin
- Ehrenmitgliedschaft Psychotherapie-Seminare (e. V.) München
- Mitgliedschaft PEN-Club

## Werke (Auswahl)
- Ostra Brama. Legende aus der Zeit des großen Untergangs. 1945.
- Gesänge aus der Stadt des Todes. Gedichte. Oprecht, Zürich 1945.
- Balladen der Gekreuzigten, der Auferstandenen, Verachteten. Gedichte. Oprecht, Zürich 1946.
- Fieberworte von Verdammnis und Erlösung. Gedichte. 1948.
- Bilder nach dem Buche der Verheißung. Gedichte. Verlag der Jüdischen Rundschau Maccabi, Basel 1950.
- Lied vom letzten Juden. Balladen. 1951.
- Franz Anton Mesmer. Fernsehfilm. 1984.
- Ursprungsgeschichte des Antisemitismus. Hörfolgen-Feature. 1985.